# Tom Trana

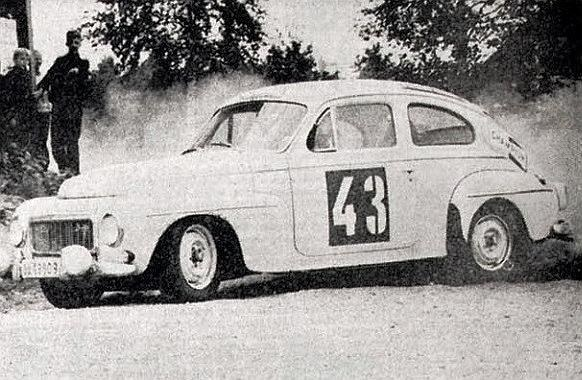
Tom Trana auf einem Volvo PV544 bei der 1000-Seen-Rallye 1963

Tom Trana (* 29. November 1937 in Kristinehamn, Schweden; † 17. Mai 1991) war ein schwedischer Autosportler und weltbekannter Rallyefahrer.
Der im Autosport berühmt gewordene Tom Trana (aus Schwedens Provinz Värmland) war als Rallye-Werksfahrer für Volvo in den 1960ern das passende Gegenstück zur Saab-Legende Erik Carlsson „På Taket“ („Carlsson auf dem Dach“). Allerdings musste Trana die Volvo mit Hinterradantrieb noch etwas beherzter über die damaligen Sonderprüfungen treiben, als Carlsson seine diversen frontgetriebenen Saab-Modelle.
Ursprünglich war Tom Trana ein Volvo-Mechaniker, der mit seinen bereits in jungen Jahren gezeigten starken Fahrleistungen auf einem Volvo P1800 und einem Auto der britischen Marke BMC auch das Werksteam und dessen Leiter Gunnar Andersson (ein zweifacher Rallye-Europameister) spätestens 1962 auf sich aufmerksam gemacht hatte. Für 1963 erhielt er von Volvo einen Vertrag als Werksfahrer und gewann noch in der gleichen Saison die RAC-Rallye von Großbritannien. Ein Jahr später wiederholte er diesen Gesamtsieg. Nach weiteren Siegen bei der Rallye Griechenland 1964 und seinem „Heimspiel“, der Rallye Schweden 1965, gehörte Tom Trana endgültig zur ersten Liga dieser Motorsport-Disziplin, die man damals in der Szene selbst auch liebevoll „die wilden Reiter“ nannte.
Bald darauf hatte der Schwede jedoch bei der Gulf-Rallye in England auf einer Transportetappe einen schweren Unfall mit einem anderen Verkehrsteilnehmer, bei dem sein Beifahrer Gunnar Thermaenius ums Leben kam. Bei der Rechtssache zu dieser Kollision wurde Trana später von jeglicher Schuld freigesprochen. Trotzdem – danach wandelte sich Tom vom ungestümen Draufgänger zu einem eher bedachten Rennfahrer, der zwar immer noch sehr schnell sein konnte, aber doch nie wieder an seine mit viel Unbekümmertheit eroberten wirklich großen Erfolge anknüpfte. Als Volvo im Rahmen der Akropolis-Rallye 1966, bei einem weiteren Unfall mit Todesfolge, zwei seiner Mechaniker verlor, zog das schwedische Automobilwerk sein Werksteam für mehr als zehn Jahre aus dem Motorsport zurück, unterstützte aber auch weiterhin sehr großzügig einige so genannte Privatfahrer. Tom Trana wechselte für 1967 jedoch zu Saab, war auch für die ehemalige Konkurrenz weiterhin relativ erfolgreich, bis er 1971 seine Rallye-Karriere endgültig beendete.
Volvo selbst wurde erst Ende der 1970er Jahre wieder offiziell aktiv und beteiligte sich mit dem Volvo R-Team (das R stand für Rallycross, Rallying und Racing) an den FIA Rallycross-Europameisterschaften der Jahre 1978 bis 1980. Per-Inge Walfridsson, dem legitimen Nachfolger von Tom Trana als Repräsentant des schwedischen Autoherstellers, gelang es dann, sich im Jahre 1980 mit einem Volvo 343 Turbo gegen den Norweger Martin Schanche (Ford Escort RS 1800) durchzusetzen und den Rallycross-EM-Titel zu erobern.